# Праст, Брэндон
Брэ́ндон Праст (англ. Brandon Prust, родился 16 марта 1984 года в Лондоне, провинция Онтарио, Канада) — бывший канадский хоккеист, крайний нападающий, тафгай.

## Карьера
Карьеру хоккеиста уроженец провинции Онтарио Брэндон Праст начал в хоккейной команде родного города, выступающей в OHL. Вместе с «Лондон Найтс» молодой форвард стал обладателем Мемориального кубка; вскоре после этого Брэндон, в 2004 году задрафтованный «Калгари Флэймз», присоединился к своей новой команде.
Следующие 3 сезона хоккеист провёл, в основном, в фарм-клубе «Калгари», периодически вызываясь в основную команду. В конце сезона 2008-09 Праст вместе с Мэттью Ломбарди перешёл в «Финикс Койотис» в обмен на Олли Йокинена, но расставание с командой из Калгари было недолгим: в межсезонье-2009 «Флэймз» вернули форварда обратно. В феврале 2010 года «Калгари» вторично обменяли Брэндона Праста, причём вместе с Олли Йокиненом; так форвард стал игроком «Нью-Йорк Рейнджерс». С командой из Нью-Йорка Брэндон Праст в межсезонье-2010 подписал двухлетний контракт на 1,6 млн долларов; в составе «Рейнджерс» форвард, ставший твёрдым игроком основы, раскрылся как ярко выраженный форвард силового плана: стабильно набирая не менее 150 минут штрафного времени за сезон, Брэндон Праст так же стабильно поражал ворота соперников, улучшив свою бомбардирские показатели по сравнению с «Калгари Флэймз» почти вдвое.
В межсезонье-2012 Брэндон Праст, ставший по окончании контракта с «Нью-Йорк Рейнджерс» свободным агентом, подписал соглашение с самым именитым клубом НХЛ — «Монреаль Канадиенс». Провалившие сезон 2011-12 «Канадцы» добились в сезоне 2012-13 значительного прогресса: из аутсайдера лиги заметно помолодевшая команда превратилась в одного из лидеров, команда стала чемпионом дивизиона и лишь недостаток опыта кубковых игр у большинства игроков не позволил «Монреалю» пройти далеко в розыгрыше Кубка Стэнли. Одним из соавторов успеха «Канадиенс» был Брэндон Праст; по итогам сезона он получил приз Жака Бошана — награду, присуждаемую (по итогам голосования) спортивными журналистами Монреаля игроку, внёсшему наибольший вклад в успехи «Канадиенс» в прошедшем сезоне.
В начале июля 2015 года был обменян в клуб «Кэнакс», а взамен «Канадиенс» получили игрока Зака Кэссиана и право выбора в пятом раунде драфта НХЛ—2016.

## Достижения
- Обладатель Мемориального кубка: 2005